# Powstający Sanhedryn
Powstający Sanhedryn – ekstremistyczna grupa religijnych syjonistów, zmierzająca do odrodzenia starożytnego Wielkiego Sanhedrynu jako najwyższej instytucji religijno-sądowniczej judaizmu.

## Nazwa
Nazwę „Powstający Sanhedryn” należy rozumieć jako „Rozwijający się Wielki Sanhedryn”. Nazwa ta będzie używana do momentu, w którym światowa społeczność żydowska uzna Sanhedryn za swoją naczelną władzę religijną.

## Historia utworzenia Powstającego Sanhedrynu
Według historiografii świeckiej Wielki Sanhedryn (hebr. Sanhedrin Ha-Gadol) powstał w starożytnej Judei ok. r. 200 p.n.e. (według tradycji żydowskiej istniał już od czasów Mojżesza, wzmiankę o 70 starszych zawierają Księga Wyjścia 24,1 i Księga Liczb 16,11). Składał się z 71 członków: 23 kapłanów, 23 pisarzy (rabinów) i 23 starszych (arystokratów) pod przewodnictwem arcykapłana. Podlegały mu 23-osobowe Małe Sanhedryny w większych miastach oraz 3-osobowe Bathei Din (Domy Sądu) w mniejszych miastach i wsiach. Członkowie Sanhedrynu musieli posiadać święcenia (smichę) pochodzące od samego Mojżesza. Po zburzeniu Świątyni Jerozolimskiej przez Rzymian w 70 r. Wielki Sanhedryn przeniósł się do Jawne i a w jego skład weszli wyłącznie rabini. Ten Sanhedryn, zwany też Sanhedrynem lub Akademią Uczonych, działał później w Galilei i był odpowiedzialny za zredagowanie Talmudu Jerozolimskiego oraz ostatecznej wersji kalendarza żydowskiego. Jego ostatnią siedzibą była Tyberiada, gdzie w r. 425 został rozwiązany przez cesarza wschodniorzymskiego Teodozjusza II. W tym momencie została także przerwana ciągłość święceń Mojżeszowych.
Ze względu na ważność Wielkiego Sanhedrynu w systemie religijnym judaizmu próbowano go w ciągu wieków kilkakrotnie restytuować – jednak bez powodzenia. W średniowieczu Majmonides określił konieczne warunki dla legalnego przywrócenia instytucji święceń, koniecznych przy odtworzeniu Sanhedrynu. Według niego, większość rabinów mieszkających w Ziemi Izraela musiałoby wybrać jednego, który automatycznie zostałby uznany za posiadającego święcenia Mojżeszowe. Tenże rabin rozpocząłby proces wyświęcania kolejnych rabinów mających utworzyć skład Sanhedrynu. 
Kierując się zaleceniami Majmonidesa Rabbi Dov Levannoni rozesłał w 2004 r. ankietę do ok. 4500 centrów żydowskich w Izraelu, z prośbą o wybranie rabina, który zostanie uznany za wyświęconego zgodnie z Prawem Mojżeszowym. W wyniku tej akcji za osobę posiadająca smichę Mojżesza został uznany 83-letni b.p. Rabbi Moshe Halberstam z Jerozolimy, który uzyskał błogosławieństwo od ponad 700 wybitnych rabinów izraelskich, w tym od Naczelnego Aszkenazyjskiego Rabina Izraela oraz od Naczelnego Sefardyjskiego Rabina Izraela. Następnie przeprowadzono procedurę wyświęcenia kolejnych 70 członków projektowanego Sanhedrynu. Nowi członkowie uznali swe członkostwo za warunkowe, tzn zobowiązali się do ustąpienia ze stanowiska w momencie zgłoszenia kandydatur rabinów bardziej uczonych.
13 października 2004 r. odbyła się w Tyberiadzie inauguracyjna sesja Powstającego Sanhedrynu. Podczas sesji został wybrany Tymczasowy Prezydent Sanhedrynu (hebr. Nassi), a został nim Rabbi Tzvi Idan. Postanowiono także, że siedziba Sanhedrynu będzie się znajdować w Jerozolimie. Na sesji 6 czerwca 2005 r. Powstający Sanhedryn dokonał wyboru 7- osobowej Rady Przywódców Sanhedrynu. Urząd Prezydenta objął Rabbi Adin Even-Israel (inaczej Adin Steinzaltz), Kanclerzem (hebr. Av Beith Ha-Din) został Rabbi Nachman Kahana, Wicekanclerzem (hebr. Segan Beith Ha-Din) – Rabbi Yoel Schwarz, Sekretarzem (hebr. Mazkir) – Rabbi Dov Stein, pozostałymi członkami Rady – Rabbi Dov Levannoni, Rabbi Yisrael Ariel (Dyrektor Instytutu Świątyni) i Rabbi Yehudah ‘Edri. W swojej dotychczasowej działalności Powstający Sanhedryn oraz podległe mu jednostki organizacyjne powzięły wiele znaczących uchwał oraz wydały wiele opinii prawnych i postanowień sądowych. W Powstającym Sanhedrynie są reprezentowani Aszkenazyjczycy, Sefardyjczycy, chasydzi, religijni syjoniści oraz członkowie wspólnot Charedi.

## Struktura organizacyjna Powstającego Sanhedrynu
Powstający Sanhedryn liczy 71 członków. Rada Przywódców Sanhedrynu liczy 7 członków, w tym: prezydenta, kanclerza, wicekanclerza i sekretarza oraz 4 członków „bez teki”. Sesje plenarne Powstającego Sanhedrynu odbywają się raz w miesiącu, a posiedzenia Rady – raz w tygodniu. Powstający Sanhedryn podejmuje uchwały zwykłą większością głosów w obecności co najmniej 23 członków.
Powstającemu Sanhedrynowi podlegają następujące jednostki organizacyjne:
1. Sekretariat – zapewnia Sanhedrynowi obsługę administracyjno-biurową; sekretarz Sanhedrynu – rabin Dov Stein,
2. Sąd Specjalny ds. Narodu i Państwa – rozstrzyga o nieważności izraelskich przepisów państwowych sprzecznych z prawem halachicznym; prezes Sądu – rabin Yisrael Ariel,
3. Sąd Specjalny ds. Synów Noego – rozstrzyga sprawy z zakresu przestrzegania przez nie-żydów 7 przykazań Noachickich danych im przez Boga po potopie; prezes Sądu – rabin Yoel Schwartz;
4. Komitet Badawczy ds. Dokładnej Lokalizacji Świętej Świątyni i Ołtarza – zajmuje się organizowaniem i koordynowaniem przygotowań do odbudowy Świątyni Jerozolimskiej; przewodniczący Komitetu – rabin Gidon Harlapp,
5. Komitet Badania i Pomocy dla Potomków Anussim – zajmuje się przywracaniem żydowskiej tożsamości religijno-narodowej potomkom przymusowo ochrzczonych Żydów,
6. Komitet Badania i Rozwoju Administracji oraz Cywilnej Organizacji Narodu Żydowskiego Zgodnie z Torą w Kraju Izraela i w Diasporze – zajmuje się przygotowaniem reformy Państwa Izrael w kierunku państwa podległego prawu halachicznemu,
7. Komitet Badania i Rozwoju Relacji Między Judaizmem a Islamem – zajmuje się dialogiem z muzułmanami w celu zaprowadzenia pokojowych stosunków Izraela ze światem islamu.

Przy Powstającym Sanhedrynie istnieje także Wysoka Rada Synów Noego (hebr. Ha-mo'etzach Ha'elyonach Li-vnei Noah). Ma ona w przyszłości sprawować funkcje najwyższego sądu religijnego dla nie-żydów (zastąpić żydowski Sąd Specjalny ds. Synów Noego), którzy podlegają Przymierzu Noego.
Przewodniczącym Rady jest Lary Borntager, a Honorowym Starszym Rady - znany archeolog Vendyl Jones.

## Wybrane cele Powstającego Sanhedrynu
1. Zaprowadzenie pełnej jedności pomiędzy żydami należącymi do różnych kierunków judaizmu oraz mieszkającymi bądź pochodzącymi z różnych krajów świata.
2. Ustanowienie pełnego, powszechnego i jednolitego systemu sądownictwa halachicznego, w skład którego będą wchodziły: Wielki Sanhedryn w Jerozolimie, Małe Sanhedryny w głównych skupiskach żydowskich oraz bejt diny w poszczególnych gminach wyznaniowych.
3. Wprowadzenie w Państwie Izrael prawa halachicznego jako prawa powszechnie obowiązującego,
4. Nadanie Wielkiemu Sanhedrynowi ustawowego statusu wyższej izby parlamentu izraelskiego (a prezydentowi Sanhedrynu statusu prezydenta państwa) i wprowadzenie zasady odpowiedzialności rządu przed Sanhedrynem.
5. Przywrócenie błękitnej nitki (hebr. techelet) we frędzlach (hebr. cicit) szali modlitewnych (hebr. talit, jyd. tałes).
6. Zdefiniowanie jednostki długości ammah (bibl. kubit),
7. Zdefiniowanie dokładnego momentu śmierci człowieka, ze względu na potrzebę określenia żydowskiej etyki przeszczepów.
8. Określenie stanowiska prawnego wobec agun, tj. kobiet, którym mężowie zaginęli, lub zostawili je, jednocześnie odmawiając rozwodu.